# Emi Nakajima
Emi Nakajima (中島 依美, Nakajima Emi, nascida em 27 de setembro de 1990, em Shiga) é uma futebolista japonesa que atua como meia. Atualmente joga pelo INAC Kobe Leonessa.